# Gabriele Detti
Gabriele Detti (n. 29 august 1994, Livorno, Italia) este un înotător italian, medaliat olimpic. A participat la 3 ediții ale Jocurilor Olimpice (2012, 2016, 2020) în care a câștigat o medalie de bronz.